# Risotto (álbum)
Risotto es el título de un álbum del grupo británico de música electrónica Fluke, lanzado al mercado en 1997. Contiene títulos como Atom Bomb, de 1996 y Mosh, de 1995.

## Lista de canciones
1. Absurd] (5:48)
2. Atom Bomb (5:45)
3. Kitten Moon] (9:18)
4. Mosh (6:20)
5. Bermuda (7:57)
6. Setback (8:54)
7. Amp (8:09)
8. Reeferendrum (7:22)
9. Squirt (6:15)
10. Goodnight Lover (7:34)

- Datos: Q7336336